# Chen Jianchen
Chen Jianchen (xinès simplificat: 陈建晨) (Shangxian, 1906 - Pequín, 1989) és una periodista, professora i política xinesa. Va ser una de les primeres dones elegides en les eleccions de l'any 1948 que van configurar l'anomenat Legislatiu Yuan.

## Biografia
Chen Jianchen va néixer el 27 de gener de 1906 a Shangxian (actual Shangzhou) a la província de Shaanxi (Xina).
Va estudiar a l'Escola Normal de Dones de Shaanxi, i el 1923 va anar a Pequín a estudiar comerç. El 1925 quan es van produir els incidents coneguts com "la massacre del 30 de maig" o com el "Moviment del 30 de maig", Chen i el seu marit Yu Zhenying van ser enviats al Japó, on van estudiar economia i finances a la Universitat de Waseda de Tòquio.
Va morir a Pequín el 16 d'octubre de 1989.

### Carrera política i acadèmica
El 1924, mitjançant Yang Mingxuan va entrar al Guomintang i va ser nomenada membre del Comitè del Partit a Shaanxi i més tard per recomanació de Ding Weifen va treballar al Comitè Central del Partit.
El 1935 van tornar a la Xina i va exercir com a professora a Chaoyang i a Xi'an.
Durant la segona guerra sino-japonesa, després dels "incidents del 7 de juliol" o "Incidents del pont Marco Polo" amb el suport de Lin Boqu va editar las revista "大团结" (Great Unity).
El 1947 es va unir a la Lliga Democràtica de la Xina.
A les eleccions parlamentaries del 1948 va ser elegida i va formar part del comitès de Finances, Pressupostos i Treball.
Després de l'establiment de la República Popular de la Xina el 1949, va exercir com a viceministra de Justícia al Comitè Militar i Polític de la Xina Oriental i vicepresidenta del Tribunal Popular Superior de Jiangsu.